# Щ-301
| Щ-301                              | Щ-301                                                | Щ-301                                                |
| ---------------------------------- | ---------------------------------------------------- | ---------------------------------------------------- |
|                                    |                                                      |                                                      |
|                                    |                                                      |                                                      |
| Схема підводного човна типу «Щука» |                                                      |                                                      |
| Під прапором                       | Військово-морський флот СРСР                         | Військово-морський флот СРСР                         |
| Порт приписки                      | Таллінн                                              | Таллінн                                              |
| Спуск на воду                      | 1 грудня 1930 року                                   | 1 грудня 1930 року                                   |
| Виведений зі складу флоту          | 11 жовтня 1933 року                                  | 11 жовтня 1933 року                                  |
| Сучасний статус                    | 28 серпня 1941 підірвався на міні                    | 28 серпня 1941 підірвався на міні                    |
| Проєкт                             |                                                      |                                                      |
| Тип ПЧ                             | Торпедний ДПЧ                                        | Торпедний ДПЧ                                        |
| Розробник проєкту                  | ССЗ № 189, Ленінград                                 | ССЗ № 189, Ленінград                                 |
| Основні характеристики             |                                                      |                                                      |
| Швидкість (надводна)               | 11,6 вузли (21,5 км/год)                             | 11,6 вузли (21,5 км/год)                             |
| Швидкість (підводна)               | 7,47 вузлів (13,8 км/год)                            | 7,47 вузлів (13,8 км/год)                            |
| Робоча глибина занурення           | 75 м                                                 | 75 м                                                 |
| Гранична глибина занурення         | 90 м                                                 | 90 м                                                 |
| Автономність плавання              | 20 діб                                               | 20 діб                                               |
| Екіпаж                             | 41 особа                                             | 41 особа                                             |
| Розміри                            |                                                      |                                                      |
| Довжина найбільша (по КВЛ)         | 57 м                                                 | 57 м                                                 |
| Ширина корпусу найб.               | 6,2 м                                                | 6,2 м                                                |
| Середня осадка (по КВЛ)            | 3,8 м                                                | 3,8 м                                                |
| Водотоннажність надводна           | 578 т                                                | 578 т                                                |
| Озброєння                          |                                                      |                                                      |
| Торпедно- мінне озброєння          | 4 носових та 2 кормові ТА калібру 533-мм (10 торпед) | 4 носових та 2 кормові ТА калібру 533-мм (10 торпед) |
| ППО                                | 1 × 45-мм напівавтоматична гармата 21-К              | 1 × 45-мм напівавтоматична гармата 21-К              |

Щ-301 (до 15 вересня 1934 р. — «Щука») — радянський дизель-електричний підводний човен серії ІІІ, типу «Щука», що входив до складу Військово-морського флоту СРСР за часів Другої світової війни. Закладений 5 лютого 1930 року на верфі ССЗ № 189, у Ленінграді під будівельним номером 199. 1 грудня 1930 року спущений на воду. 11 жовтня 1933 року корабель увійшов до строю, а 14 жовтня 1935 року включений до складу Морських сил Балтійського моря.

## Історія служби
У вересні 1939 року Щ-301 патрулював Фінську затоку. Восени 1939 року човен встав на капремонт і модернізацію, який завершився перед початком німецько-радянської війни. Водночас за свідченнями головстаршини з Щ-303 Галкіна, який перебіг на фінську сторону в 1943 році, Щ-301 14 червня 1940 року брав участь в інциденті з літаком «Калева» фінської авіакомпанії «Аеро», збитим радянськими льотчиками над Фінською затокою.
22 червня 1941 року підводний човен зустрінув під командуванням капітан-лейтенанта Грачова Івана Васильовича у складі Окремого навчального дивізіону ПЧ Балтійського флоту в Оранієнбаумі.
10 серпня 1941 року човен вийшов у свій перший бойовий похід до Стокгольмських шхер. Не потопив жодного корабля чи судна. Близько 21:15 28 серпня 1941 року в районі острова Кері Щ-301 підірвався на мінному загородженні F-22 виставленому фінськими мінними загороджувачами «Ріілахті» і «Руотсінсальмі». Разом з човном загинуло 22 людини. Решту сторожові катери зняли з човна і передали їх на штабне судно «Віронія». Через дві хвилини після цього Щ-301 затонув. «Віронія» незабаром також загинула внаслідок підриву на міні. З усіх членів екіпажу Щ-301 до Кронштадта вдалося дістатися лишень командиру субмарини Грачову і одному червонофлотцю.